# Kuppam
Kuppam là một thị trấn thống kê (census town) của huyện Chittoor thuộc bang Andhra Pradesh, Ấn Độ.

## Địa lý
Kuppam có vị trí 12°45′B 78°22′Đ / 12,75°B 78,37°Đ Nó có độ cao trung bình là 667 mét (2188 feet).

## Nhân khẩu
Theo điều tra dân số năm 2001 của Ấn Độ, Kuppam có dân số 18.803 người. Phái nam chiếm 51% tổng số dân và phái nữ chiếm 49%. Kuppam có tỷ lệ 69% biết đọc biết viết, cao hơn tỷ lệ trung bình toàn quốc là 59,5%: tỷ lệ cho phái nam là 75%, và tỷ lệ cho phái nữ là 62%. Tại Kuppam, 14% dân số nhỏ hơn 6 tuổi.